# کله نی (چگنی)
کله نی روستایی از توابع بخش چگنی شهرستان چگنی در استان لرستان ایران است.

## جمعیت
این روستا در دهستان دوره قرار دارد و براساس سرشماری مرکز آمار ایران در سال ۱۳۸۵، جمعیت آن ۴۵۸ نفر (۹۵خانوار) بوده‌است.